# Tohu e Tikun

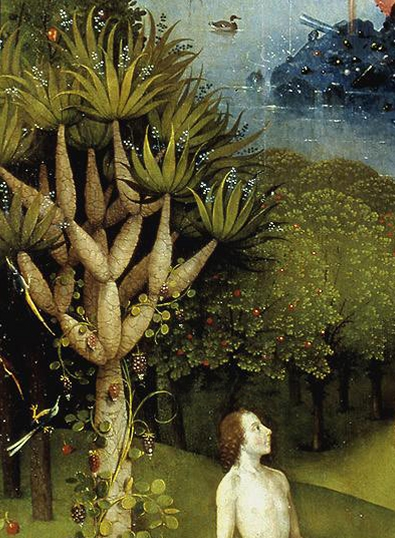
Il lurianesimo considera due tipi di Nitzutzot-Scintille: Adamo include tutte le anime. Il suo peccato materializzò la creazione e versò le scintille dell'anima.

Olam HaTohu (in ebraico עולם התהו‎?, lett. "il mondo del caos") e Olam HaTikun (in ebraico עולם התיקון oppure התיכון‎?, lett. "il mondo della correzione") sono due fasi generali della cabala ebraica, nell'ordine dei mondi spirituali discendenti (Olamot). Nella successiva creazione rappresentano anche i due stati spirituali archetipali dell'essere e della consapevolezza. I rispettivi concetti derivano dal nuovo schema della cabala lurianica, basata sulla interpretazione di Isaac Luria dei riferimenti classici nello zohar.
Le implicazioni di Tohu-Tikun sottendono l'origine del libero arbitrio ed il reame di Qelipah (guscio), causato da Shevirat HaKelim/Shevirah (in ebraico שבירת הכלים‎?, Infrangimento dei Vasi di Tohu), i processi fisici e spirituali dell'esilio (Galut) e di redenzione (Geulah), il significato delle 613 mitzvòt (precetti ebraici) e la rettifica messianica dell'esistenza. Tramite ciò, il Tikun/Tiqqun (תיקון) possiede anche un significato attivo, il Birur/Beirur/Birurim esoterico (in ebraico בירור‎? "Vaglio/Chiarimento") delle Nitzotz/Nitzutzei Kodesh/Nitzutzot nascoste (in ebraico ניצוצות‎?, Scintille di Santità) esiliate nella creazione fisica. Tale concezione delle scintille e dei vasi può essere confrontata con la descrizione lineare della discesa, mediante un processo dinamico di investitura spirituale, delle anime superiori in vasi inferiori, i corpi. Relativi ai regni cosmici primordiali, Tohu-Tikun sono i due stati spirituali associati per interpretare l'esistenza, i temperamenti psicologici o le fasi di sviluppo spirituale dell'individuo.
Il dramma cosmico del Tikun nella Cabala lurianica ha ispirato l'immaginazione popolare ebraica del XVI-XVIII secolo, fornendo una spiegazione dell'oppressione antisemita e un supporto ai movimenti messianici. Il movimento revivalista chassidico, a partire dal XVIII secolo, interiorizzò l'esoterismo lurianico attraverso la propria preoccupazione con il voler vivere l'esperienza della divina onnipresenza nella vita materiale quotidiana (cfr. Deveikuth). La terminologia dell'ideale ebraico moderno di Tiqqun 'Olam (lett. "Riparare il mondo"), reso popolare dall'ebraismo riformato, è preso dal concetto lurianico ma applicato più vastamente all'attivismo etico nella società contemporanea.

## Visione della Cabala lurianica

Espulsioni della Diaspora ebraica. Le espulsioni dalla Spagna del 1492 motivarono l'orientamento nazionale-messianico degli studiosi rabbinici e dei mistici ebrei nella Safed del XVI secolo. Il lurianesimo lo sistematizzò nel suo nuovo schema redentivo esoterico.

Isaac Luria reinterpretò l'intero schema della Cabala nel XVI secolo, in essenza creando la seconda di due differenti versioni della Cabala teorica: quella Zoharica/Classica/Medievale (successivamente sistematicizzata da Mosè Cordovero direttamente prima di Luria a Safed), e la lurianica appunto. Tuttavia intese la sua nuova rivelazione dottrinale come non più del vero significato e più profonda sistematizzazione dello Zohar. La Cabala lurianica divenne il sistema dominante del misticismo ebraico, rimpiazzando quello di Cordovero, dopodiché lo Zohar venne letto dai cabalisti ebrei in questa luce e prospettiva.
La Cabala medievale descrive una gerarchia lineare discendente della Vitalità Divina, con le 10 Sephirot (attributi divini) che emergono dall'occultamento nell'Ein Sof (inconoscibile semplice Infinità Divina) per emanare la Creazione, con i Cinque Mondi che si dispiegano in sequenza fino alla creazione fisica. La Cabala luriana invece descrive processi dinamici di investitura dall'esilio alla redenzione nel flusso divino, dove i livelli superiori discendono in stati inferiori, quali anime verso corpi spirituali. Questo processo introduce o interpreta nuove dottrine e concetti cabalistici.
Nello schema lurianico, la Creazione è iniziata da una radicale "autoritrazione" divina primordiale (Tzimtzum), che forma uno "spazio vuoto/vacuo" (Chalal) in cui rimane solo un "impronta/traccia/residuo" (Reshimu) dell'Ein Sof contratto. Successivamente, una nuova emanazione sottile, un "raggio/linea" (Kav), in grado di creare finitezza, si estende dalla luce infinita verso il vuoto. Ciò rappresenta il potenziale "finito" latente nell'Ein Sof. La nuova emanazione è la sorgente di tutta la creazione susseguente, ma porta invece ad una catastrofe nei Mondi spirituali emergenti: mentre la vitalità si riversa nei "vasi" Sephirot (Keilim), alcuni di questi sono instabili ("caotici" -Tohu) e "si frantumano" (Shevirah). La loro luce divina risale, mentre i frammenti dei vasi frantumati discendono, ancora animati da "scintille" (Nitzutzot) di luce [o meno]. I frammenti vengono assorbiti, fonte animatrice dei Quattro Mondi spirituali nella Creazione stabile (chiamati reami di "rettifica" - Tikun). Poiché i frammenti sono animati da scintille divine esiliate – come coscienza [spesso] inconsapevole della propria dipendenza divina – così la risultante Creazione è in grado di esistere in modo indipendente, invece di essere vanificata dalla sua fonte - la luce celeste o Dio "stesso" - che sarebbe altrimenti troppo intensa. Questo processo, tuttavia, trabocca nei reami del male ("gusci" - Qelipah). Tikun è sommamente incarnato nel più alto dei Quattro Mondi, il mondo di Atziluth ("emanazione") perfezionato nell/dall'Unità divina, tramite le Sephirot riconfigurate come Partzufim (Divine "configurazioni" armonizzate).
Compito dell'Uomo è la rettifica dei tre mondi inferiori [quasi] indipendenti di Beri'ah ("creazione"), Yetzirah ("formazione") e Assiah ("azione").
L'Adamo biblico incorporò le anime collettive dell'umanità prima della consumazione dall'Albero della Conoscenza (una manifestazione ["duplice e parziale"] delle Sephirot nella Cabala). Il suo peccato introduce una nuova dispersione Shevirah dell'esule Vitalità Divina (Ohr) nella Creazione, come anche uno spargimento di scintille d'"anima" dal Suo essere. L'elezione di Israele a ricevere la Torah nel Sinai, ha radunato 600.000 anime essenziali da Adamo. Le 613 osservanze ebraiche (mitzvot) riscattano ("vagliano"-Birur) le scintille di santità esiliate da Tohu, incorporate in basso nella creazione fisica. L'era messianica per tutti i popoli viene inaugurata quando le anime collettive di Israele completano il Tikun cosmico esoterico. Fallimenti spirituali nazionali e individuali nella storia ebraica ritardano il riscatto, introducendo un ulteriore esilio della Vitalità Divina verso i reami dell'impurità, cosa da evitare e viene spesso ammonita con l'espressione, tradotta in lingua italiana, "che Dio non voglia".
Secondo un'altra prospettiva della concezione qui analizzata, ogni anima essenziale si suddivide in scintille d'anima che si reincarnano (Gilgulim) per completare il Tikun cosmico e personale, poiché nel lurianesimo i livelli più alti ritornano dinamicamente nei vasi inferiori.
La redenzione messianica combina entrambi i vantaggi delle divine luci supreme di Tohu, in vasi maturi rettificati di Tikun, l'unità di Dio e della Creazione.

## I mondi superni diTohueTikun
(Sefer haBahir)

### Origine di Circolo-Igule Linea-Yashar

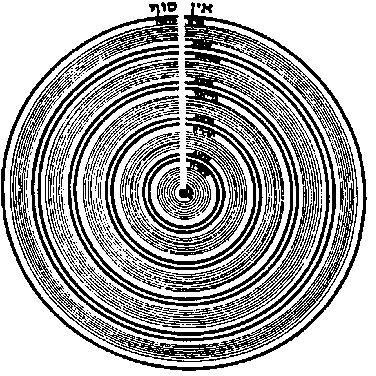
Origine figurativa del Circolo-Igul (potenziale, femmineo) e linea-Yashar (manifesto, mascolino) nella creazione dei Mondi spirituali

Cordovero, nella sua sistematizzazione complessiva della Kabbalah medievale, aveva riconciliato precedenti opinioni sulle Sephirot descrivendo ciascuna come ohr ("luce") divina investita in 10 keilim ("vasi") spirituali. Ciò superò la difficoltà filosofica degli attributi divini, poiché nell'Ein Sof Infinito prima della Creazione le Sephirot erano completamente vanificate nella "non"-esistenza (cfr Ein Sof) della semplice unità della Divinità eterna. Emergono come attributi divini solo dalla prospettiva della creazione, combinando due aspetti delle luci e dei vasi. La vitalità spirituale, indicata come "luce", si manifesta in modo simile in due livelli di Ohr Sovev (trascendente) e Ohr Mimalei (immanente). In primo luogo la luce crea i vasi, poi li anima (riempie). Solo i vasi differiscono in ciascuna delle loro nature, mentre la luce rimane unificata.
Isaac Luria accettò tutto questo ma lo adattò al suo nuovo schema:
il Kav ("raggio") di illuminazione divina brilla nel Khalal ("vuoto" primordiale), [poi] iniziando la Creazione, prima forma del regno incontaminato di Adam Kadmon ("Uomo Primordiale"), descritto nella Cabala precedente, primo dei Cinque Mondi spirituali complessivi.
Adam Kadmon è il reame di Keter ("corona"), Volontà Divina sovracosciente. Per la sua trascendenza suprema, è spesso escluso dalla lista degli altri quattro mondi. I cabalisti medievali elencavano Keter come prima Sephirah, mettendo in discussione il suo rapporto col Divino Ein Sof Infinito. Luria descrisse Keter come intermediario delle Sephirot, non identificato con l'Ein Sof, ma trascendente le Sephirot. Lo esclude dalla normale elencazione, sostituendo invece Daat ("conoscenza").
Considerando le Sephirot elencate in relazione ai rispettivi vasi, Chokhmah ("saggezza") diventa così il primo principio.
Adam Kadmon è tutta luce senza vasi, prima della comparsa delle Sephirot nel legame nei Partzufim (cfr comunque Torah celeste); sua distesa all'interno del Khalal, è limitata dalla potenza della Reshima ("impronta" lasciata nel vuoto), e dal proprio potenziale futuro anche per creare vasi. Adam Kadmon è la specifica "volontà" (Keter) ed il "piano" divini (il Chokhmah latente all'interno del Keter) per tutta la successiva creazione dettagliata in potenziale. Il suo nome antropomorfico figurativamente denota che l'Uomo è sia lo scopo della creazione nell'Inferiore come anche l'incarnazione nel Superiore degli attributi divini nelle Sephirot, non ancora manifeste.
Le Sephirot si manifestano in due schemi metaforico-figurativi generali: come Igulim ("cerchi concentrici" all'interno del Khalal "circolare") e Yosher/Yashar (il diagramma "verticale" a tre colonne, relativo alla "linea" irradiata nel Khalal). Come Igulim, 10 "cerchi" concentrici, le Sephirot agiscono in sequenza e in modo indipendente l'una dall'altra, da Keter in prossimità più vicina a Ein Sof, a Malkhut al centro. Come Yosher, schema lineare "verticale" a 3 colonne, le Sephirot agiscono come configurazione armonizzata (Partzufim) di poteri relativi nello schema dell'Uomo, dato che nell'anima umana nella "sua forma" corporea, ogni Sephirah adempie una funzione particolare mentre "si correlaziona e condivide con" le altre potenze nel suo ordinamento complessivo: l'insieme delle Sefirot non è quindi "frammentario" e non possono essere divise, perciò neanche in merito alla comprensione di Dio oltre agli altri elementi della Creazione, dell'Uomo e dei Mondi. Poiché Adam Kadmon è anteriore alla comparsa del legame effettivo con le Sephirot, si riferisce ad entrambi gli schemi solo in potenziale latente ("trascendente"). Mentre il Kav brilla nel vuoto, prima emana i 10 Igulim sequenziali, poi viene "investito" dallo schema Yosher come Adam Kadmon.

### Le Sephirot e i reami diAkudim, Nekudim, Berudim

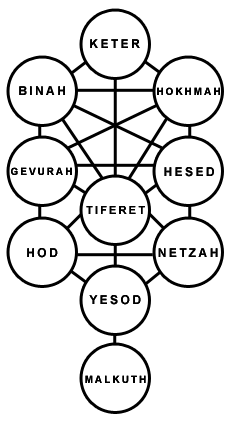
Rappresentazione grafica delle Sephirot

Da Adam Kadmon emanano cinque [tipi di natura di] luci.
Come lo schema Yosher si relaziona alla figura dell'Uomo, e Adam Kadmon incarna Keter (Volontà-"corona") e la sua Chokhmah latente (piano intellettuale-"saggezza"), come emanano figurativamente dalla "testa" di Adam Kadmon, cinque può corrispondere anche a "occhi, orecchie, naso, bocca e fronte".
Questi interagiscono l'uno con l'altro a formare tre specifici olamot (mondi) dopo Adam Kadmon: tra queste vi sono tre fasi evolutive nella prima manifestazione delle Sephirot, poi esse sistematizzate da Luria:
Esistono poi diversi aspetti o ambiti:
- Akudim (mondo del "Vincolante/Cerchiato") 10 luci in un vaso - Tohu Caos stabile
- Nekudim (mondo dei "Punti/Macchiato") 10 luci isolate in 10 vasi - Tohu Caos instabile (Olam HaTohu- "Mondo del Caos"), parti di cui rettificabili o meno
- Berudim (mondo della "Connessione/Screziato") 10 luci interrelate in 10 vasi - inizio del Tikun ("Correzione /Rettifica")

I termini vengono appresi dal significato esoterico del racconto di Giacobbe e del suo allevamento delle greggi di/presso Labano in Genesi 30:27-43, dove vengono usati i termini Akudim, Nekudim e Teluim ("aggiustato"): Akudim è Yuli ("creazione potenziale": cfr Chomer Chayul'ì); Nekudim rappresenta le Sephirot agenti come Iggulim indipendenti ("cerchi" concentrici ), principi o radici assoluti; Berudim rappresenta le Sephirot agenti come Yosher armonizzato (configurazione "verticale" a tre colonne) dove tutti i principi operano insieme.

#### Interrelazioni
Ogni Sephirah è in grado di interrelazionare con le altre nove, ognuna incorporando in maniera latente ciascuno degli altri principi; ad esempio, Chesed (gentilezza) e Ghevurah (severità) non più opposti come principi assoluti, ma c'è gentilezza all'interno di gravità e gravità all'interno di gentilezza. Allo stesso modo, tutte le 10 Sephirot si suddividono in 10 x 10 = 100 principi latenti, permettendo alle stesse di armonizzare come un unico sistema (come Uomo-Yosher).
La potenza dello schema lurianico, con le sue nuove dottrine e con paradigmi, nasce dalla sua capacità di sistematizzare e unificare concetti cabalistici precedentemente inspiegabili e non collegati.
Nello specifico, Iggulim e Yosher precedentemente erano descrizioni alternative e complementari delle Sephirot nella Cabala medievale. Nella Cabala lurianica la loro differenza diventa la causa principale del nuovo processo di crisi-catarsi dinamica nel divino dispiegarsi della Creazione.
Akudim è la fase stabile iniziale di Olam HaTohu (il "Mondo del Caos"), il primo emergere delle Sephirot in unità indifferenziata, 10 luci comprese in un unico vaso. In questa abbondanza suprema della Divinità, non c'è distinzione tra ciascuna Sephirah: [similmente] tutta la Creazione è nel potenziale.
Luria legge questo senso in Genesi 1:1: "In principio Dio creò il cielo e la terra" – la fonte vitale iniziale da cui tutto si sarebbe svolto: Nekudim è la forma instabile e/o stabile secondaria... ...dopo il caos, riferito generalmente come "Olam HaTohu" (il "Mondo del Chaos"), ché provoca la catastrofe di Shevirat HaKeilim ("frantumazione" dei "vasi" Sephirot). Vi sono quindi però iniziali potenziali differenziazioni. Berudim è la fase incompleta iniziale di Olam HaTikun (il "Mondo della Rettifica/Correzione/Riparazione"), correzione iniziale delle Sephirot, ricostituito sufficientemente da esistere in modo stabile. Tuttavia, la rettifica superna viene completata solo successivamente in Atzilut (il Mondo dell'"Emanazione"), primo dei Quattro Mondi spirituali complessivi dopo Shevirah, attraverso la trasformazione secondaria delle Sephirot in Partzufim ("Persone" Divine e/o ipostasi divine). Atzilut è quindi generalmente indicato come "Olam HaTikun" (il "Mondo della Rettifica"). Tutte e tre le fasi – Akudim, Nekudim, Berudim – sono a volte descritte anche come le tre fasi iniziali dell'emergere del Mondo Atzilut. Pur tuttavia il riferimento ad "Atziluth" in maniera generica denota la sua forma rettificata completa dopo Berudim, il primo dei Quattro Mondi completi.

### Il Mondo diTohueShevirah-Frantumazione

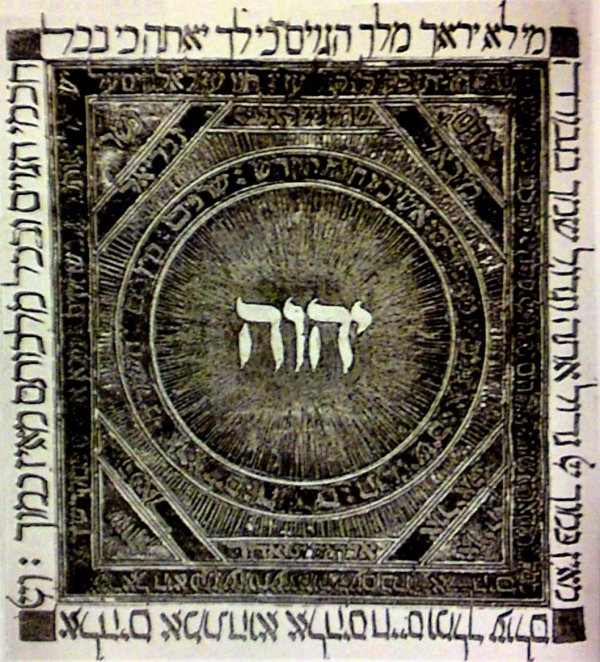
Tetragramma sefardita

Nella Cabala in generale, le Sephirot comprendono la "vita di Dio" interiore, e la loro unificazione è compito dell'uomo. Quando le Sephirot si uniscono nell'Alto in Atziluth (il regno perfezionato della Divinità), la Shekhinah (Presenza Divina) si unisce a Dio nel Basso, e la Benedizione divina viene incanalata verso la creazione fisica. La sezione classica dello Zohar – "Patach Eliyahu" – riferisce che le Sephirot esistono solo dalla prospettiva della Creazione. Dalla prospettiva divina esiste solo l'Unità assoluta. Le Sephirot sono i canali attraverso i quali la creazione è promulgata. In relazione alla creazione, diventano gli "attributi" divini rivelati, manifesti dall'occultamento ed "annullamento" nell'Ein Sof.
Come spiega lo schema lurianico, in Nekudim (mondo dei "Punti"), le Sephirot esistono separate e differenziate l'una dall'altra, dieci principi di punti distinti, mediante 10 vasi senza armonia. Tale stato, Olam HaTohu (il "Mondo del Caos") viene interpretato da Luria in Genesi 1:2: "Ora la terra era informe e deserta (tohu wa-bohu "Caos e Vuoto") e le tenebre ricoprivano l'abisso..." Ciascuna Sephirah emerge come principio indipendente: l'"intelletto" non media le espressioni emotive assolute; la gentilezza, la gravità e così via, diventano forze opposte. Questa "falla" nel reame divino emerge perché le Sephirot sono nella modalità di Igulim ("Cerchi"), come cerchi concentrici sequenziali "isolati". Diventano un "dominio del pluralismo" (significato esoterico del Dominio Pubblico dello Shabbat talmudico) piuttosto che "dominio di unità". Il Mondo di Tohu è caratterizzato da un'altissima luce divina, ma da vasi deboli. I vasi paradossalmente consentono la rivelazione della Divinità alla Creazione limitando e contenendo l'abbondanza divina in limiti stabili. In Tohu la mancanza di condivisione tra vasi li rende immaturi, non sviluppati e deboli, mentre l'illuminazione divina inonda e trabocca la loro capacità di contenere. Questo provoca la catastrofe cosmica di Shevirat HaKeilim ("frantumazione" dei "Vasi" delle Sephirot), introducendo disarmonia ed esilio "in" tutta la Divinità.
La luce "creò" ogni Sephirah sequenzialmente: prima il vaso, poi l'illuminazione interiore. La luce di ogni Sephirah conteneva anche le successive luci decrescenti per "formare" le successive Sephirot inferiori. Mentre la luce di Ein Sof irradiava per "formare" Keter, il vaso di Keter poteva assorbire la forza vitale. A loro volta, i vasi di Chokmah e Binah potevano assorbire la maggior parte del loro flusso, siccome la loro vicinanza a Keter li aveva resi abbastanza forti, con Keter che estendeva sufficiente rapporto verso di loro, come loro Volontà motivante. I loro eccessi di luce erano in grado di includere ciascuno come Ohr Makif ("luce circostante"). Tuttavia, come la luce procedeva verso Daat, la radice delle Sephirot emotive, il suo vaso non poteva assorbire la vasta radianza per la totalità delle emozioni... ...e si frantumò.
In seguito si causò alla luce totale di procedere verso il basso dei vasi, rendendoli in frantumi. La successione venne alterata in Yesod, "il canale di collegamento a Malkhut-intento". Inizialmente ricevette solo la luce per Malkhut, che proiettò innanzi. Poi anch'esso si frantumò sotto la propria luce. Tuttavia, ciò permise a Malkhut di assorbire in parte la sua luce prima di crollare; gli aspetti esterni, più bassi di Malchut furono rafforzati, in modo che il crollo in Malkhut potesse essere solo parziale.

### Nitzutzot-Scintille di Santità e il fine diShevirah
Questa dottrina è il significato esoterico di Genesi 36:31 e 1 Cronache 1:43:
Edom è descritto in Genesi come popolo discendente da Esaù. Nello schema cabalistico, i patriarchi Abramo, Isacco e Giacobbe rappresentano rispettivamente Chesed, Ghevurah e Tiferet. Chesed e Ghevurah sono sbilanciati, mentre Tiferet è in armonia tra i due. Conseguentemente, mentre Giacobbe generò le Dodici tribù di Israele, Abramo generò Ismaele, e Isacco generò Esaù. Esaù e Ismaele sono ritenuti i due capostipiti spirituali delle Nazioni del Mondo. Sono identificati rispettivamente con Chesed e Ghevurah non rettificati, Gentilezza e Severità del Mondo di Tohu-Caos. Nello schema cabalistico sono rettificati nell'era messianica universale, quando tutte le genti "saliranno sul monte del Signore" per osservare le Sette Leggi Noachiche.
Gli otto re elencati che regnarono nel paese di Edom prima dei re di Israele, incarnavano le otto Sephirot, da Daat a Malchut, nel Mondo di Tohu, i vasi che si frantumarono. Di ognuno dice che vissero e morirono, la morte connotando la luce-anima delle Sephirot ascendente alla sua origine, mentre il vaso-corpo scende/si frantuma. Attaccati ai vasi spezzati ci sono i residui della luce, Nitzutzot-"Scintille" di santità, poiché tutta la creazione continua ad esistere [quasi] dall'inesistenza (Ayin e Yesh ed Ein Sof) [solo] grazie al flusso divino della Volontà.
Le scintille, o metaforicamente luci, sono la forza creativa delle Sephirot nei Quattro Mondi, dando vita ai vasi spezzati (ciò spesso definisce "Tohu"): poi nella Creazione, metaforicamente, diventano gli esseri "discendenti" di ogni reame. Mentre scendono, si suddividono innumerevoli volte (cfr Chomer Chayul'ì).
Siccome i frammenti contengono/contenevano soltanto scintille di santità, ciò permette loro di diventare creazioni autoconsapevoli, invece di essere vanificate nella luce divina.
Il residuo non assorbito dei vasi frantumati nel nostro mondo fisico ultimo inferiore – Assiah – diventa il regno [anche] dell'impurità e del male.
Per la Cabala, dato che la Creazione è attuata tramite il "discorso" divino (cfr Cinque Mondi e Parola divina), come in Genesi 1, allora la ghematria (valore numerico delle lettere ebraiche) ha un significato spirituale: nel mondo superno di Atziluth-Emanazione – origine del nostro Ordine spirituale dei Mondi – le scintille di santità si dice si suddividano in 288 scintille generali di base, interpretate dal resto di Genesi 1:2: "...E lo spirito di Dio aleggiava sulle acque." Merachepet - "aleggiava" si divide nel numero 288 "morirono", le scintille divine divise all'interno dei frammenti spezzati.

### Il Mondo diTikune iPartzufim
I Quattro Mondi complessivi della nostra esistenza creata sono collettivamente i regni di Tikun ("Correzione"). Atzilut, il più alto, si chiama specificamente Olam HaTikun (il "Mondo della Rettifica"). In Atzilut, le Sephirot si evolvono in nuovi ordinamenti Partzufim, dove possono unirsi insieme. I diversi reami di Tikun si caratterizzano rispetto a  Tohu come luci inferiori e vasi più forti.
In seguito alla interinclusione delle 10 Sephirot tra loro stesse, nella Cabala lurianica poi si sviluppano in "Partzufim" ("Persone"). Un'ampia discussione dei Partzufim si trova nella Cabala medievale dello Zohar, prima di Isaac Luria. Nello Zohar, Shimon bar Yohai espone i ruoli spirituali dei Partzufim, parlando di loro come manifestazioni spirituali indipendenti. "Il Santo Antico dei Giorni", o "Il Volto Lungo", due dei vari Parsufim, non sono soltanto aggettivi alternativi di Dio, ma sono particolari manifestazioni spirituali, livelli e nature singolari. La Cabala luriana si incentra sul ruolo dei Partzufim come fase pienamente evoluta dell'evoluzione primordiale delle Sephirot, all'inizio della Creazione: invece di ciascuna delle 10 Sephirot che non possono essere separate, includendo semplicemente un sottoinsieme completo di 10 Sephirot, come forze potenziali radicali delle latenti - prima fase della loro evoluzione; i Partzufim per le Sephirot sono come completamente autonomi pur se interrelati. Il nome di ogni Partzuf assieme alle Sefirot o nell'individuazione di ciascuna Sephirah, da cui deriva ancora un sistema indipendente di 10 Sephirot pienamente funzionanti nella forma "Verticale" (Yosher (eretta)) di "Uomo", riconfigura essenzialmente la possibilità alle opposte forze spirituali delle Sephirot di operare insieme in armonia. Ogni Partzuf "ora" opera in modo "indipendente" e si unisce con gli altri Partzufim. Così, per esempio, "Il Volto Lungo" si dice discenda e si investa all'interno dei Partzufim inferiori, per esempio per Zeir Anpin, in Tiqqun, nella Misericordia: le Sephirot ora armonizzano per consentire allo schema lurianico di Tikkun (rettifica) di iniziare.
Il Tikun superno è completato in Atzilut tramite le Sephirot in evoluzione nella fase successiva di Partzufim ("Configurazioni" divine). Nei Partzufim, le Sephirot invece di interrelazionare parzialmente incorporando latentemente le altre potenze, come in Berudim, armonizzano tutte completamente "attorno" ad ognuna di esse, come schemi autonomi Yosher completi. I Partzufim poi interagiscono e si investono a vicenda internamente attraverso relazioni antropomorfiche in Atzilut, canalizzando la Vitalità Divina verso i mondi inferiori.

## Galleria d'immagini

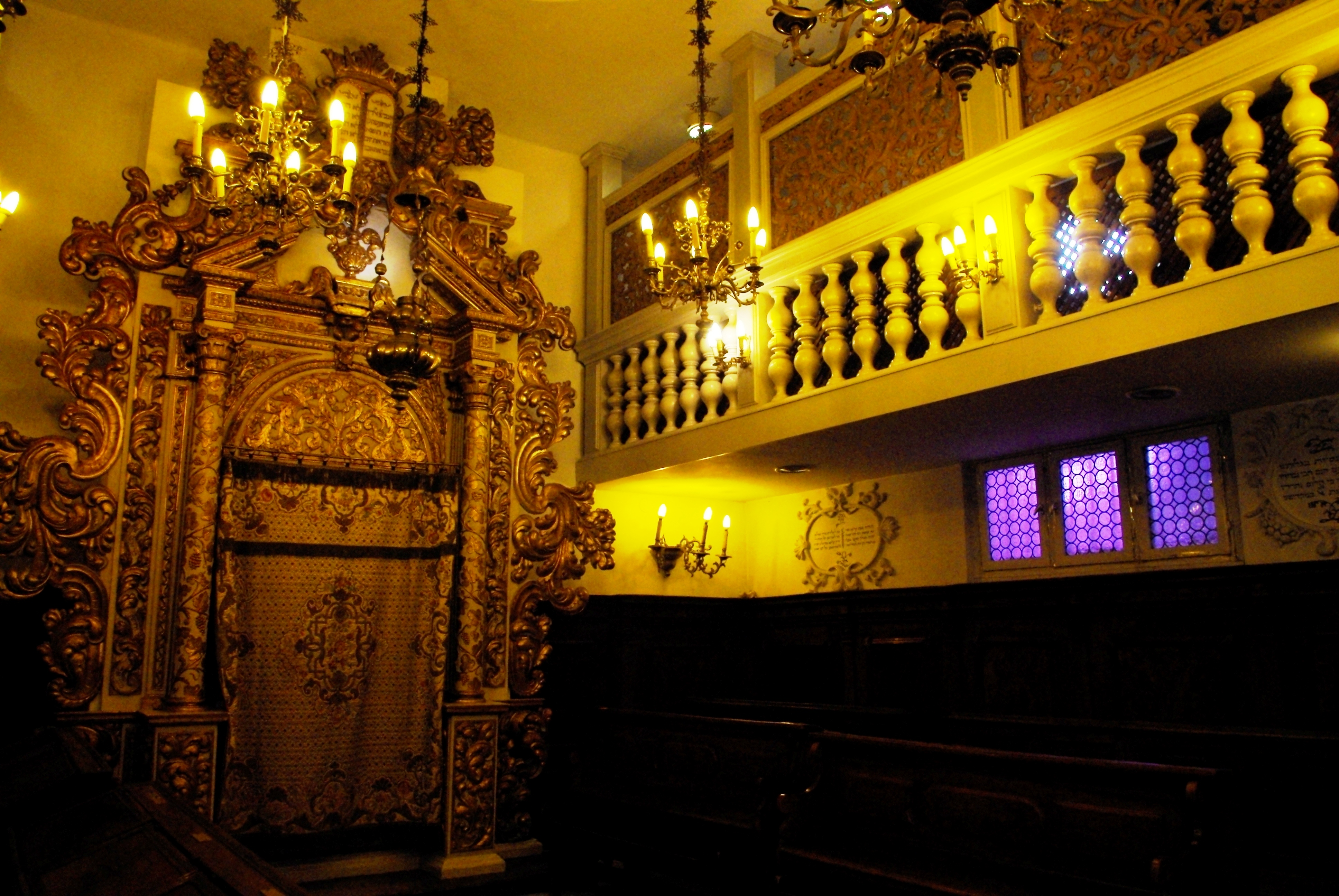
"Ogni discesa è per una più alta ascesa": il peccato [quasi] causa nuova Shevirah. La redenzione provvidenziale "trasforma" il "buio" in luce
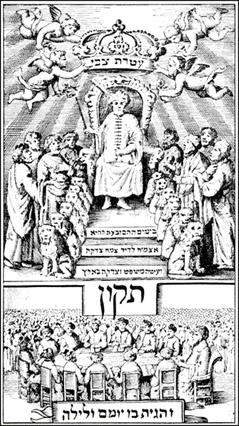
Il תקון Tikun completato da Sabbatai Zevi, stampato ad Amsterdam, 1666. L'eresia mistica sabbatista invertì il lurianesimo tramite il "peccato santo"
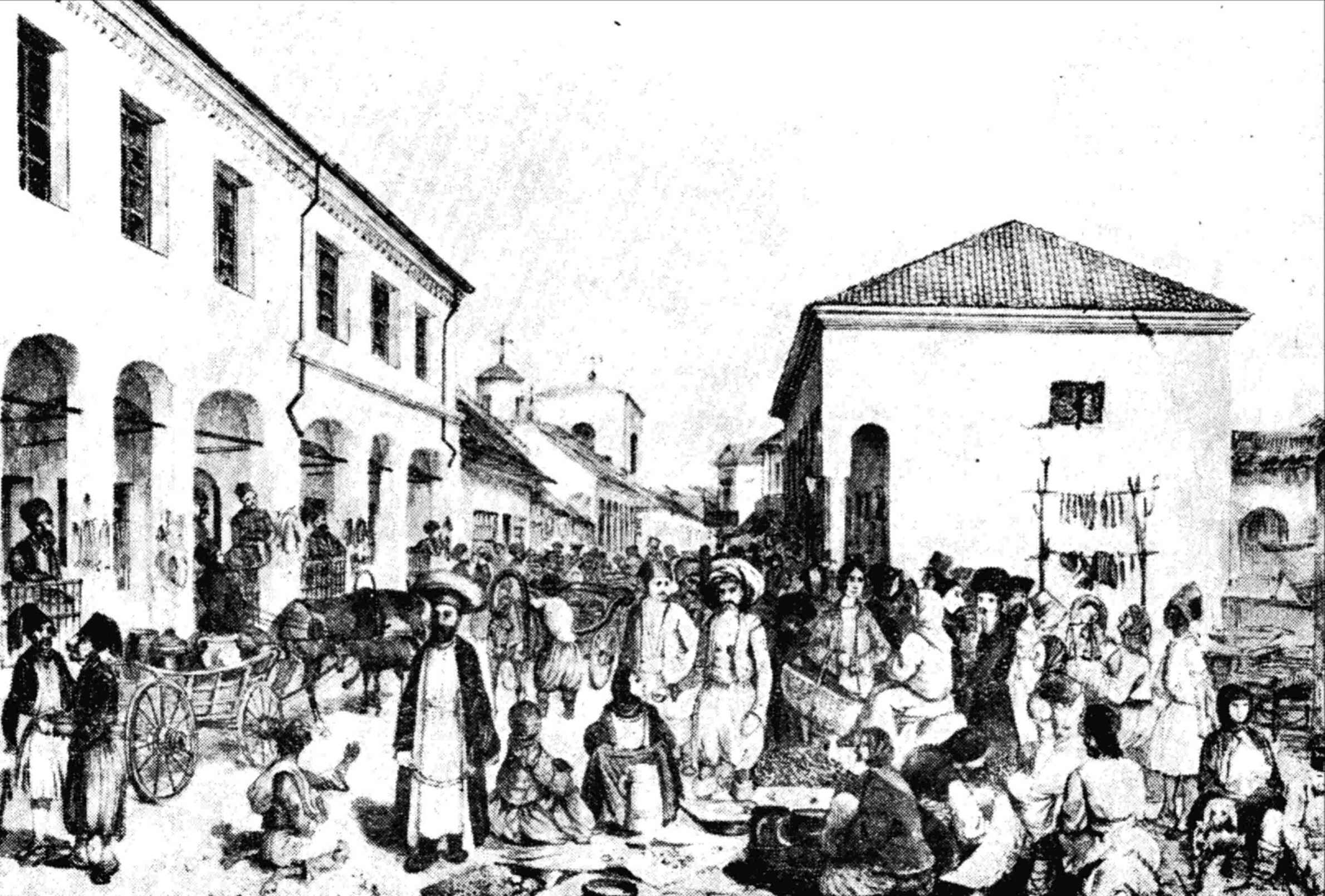
Commerciante Chassid alla Fiera di Iași, Romania, 1845. Il pensiero chassidico enfatizzava il "coinvolgimento materiale" (Deveikuth) nel misticismo messianico lurianico
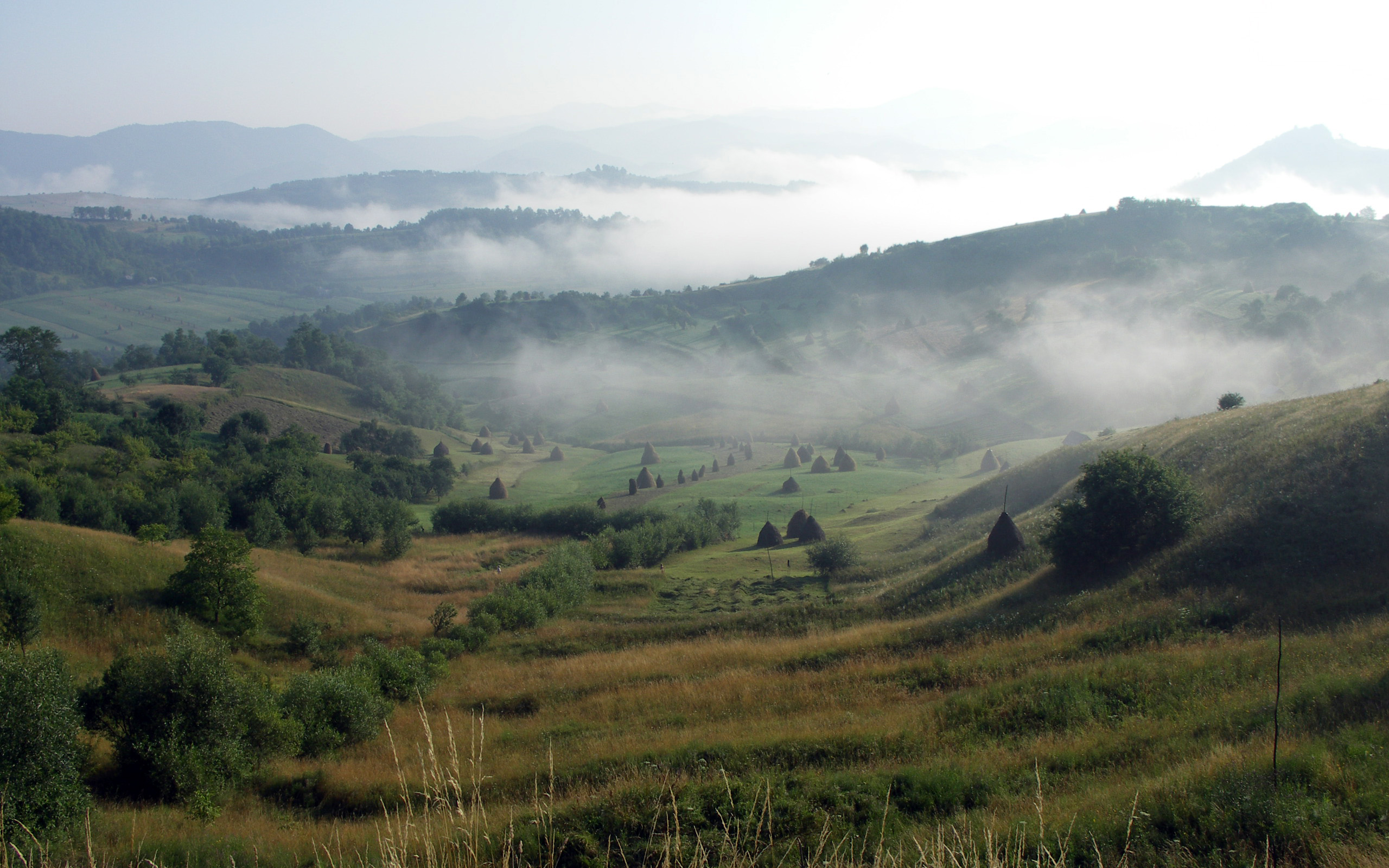
Racconti e filosofia chassidici si concentrano su percorsi individuali per redimere le scintille Nitzutzot, collegando ognuno ai propri obblighi spirituali